# Mamit
Mamit é uma vila no distrito de Mamit, no estado indiano de Mizoram.

## Geografia
Mamit está localizada a 23° 56′ N, 92° 29′ L. Tem uma altitude média de 718 metros (2355 pés).

## Demografia
Segundo o censo de 2001, Mamit tinha uma população de 5261 habitantes. Os indivíduos do sexo masculino constituem 54% da população e os do sexo feminino 46%. Mamit tem uma taxa de literacia de 82%, superior à média nacional de 59.5%: a literacia no sexo masculino é de 81% e no sexo feminino é de 83%. Em Mamit, 15% da população está abaixo dos 6 anos de idade.